# Marché unique numérique

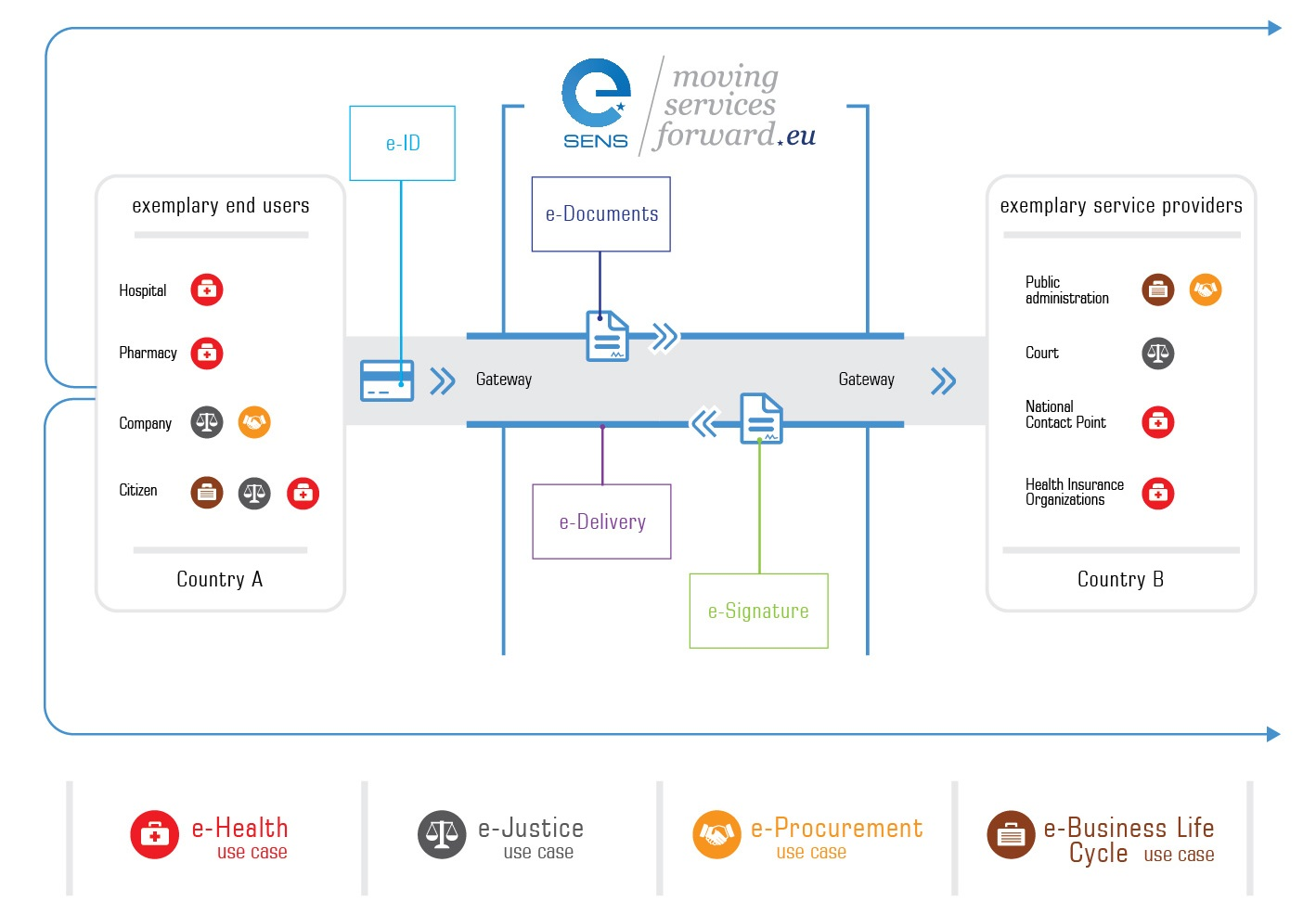
Schéma du marché unique numérique de l'UE et de la facilitation des services publics transfrontaliers.

Le marché unique numérique ou marché numérique unique est une politique menée par la Commission européenne visant à créer au sein de l'Union européenne les conditions d'un marché unique dans le numérique. Cette politique a été annoncée par la Commission Juncker en mai 2015. Elle est mise en œuvre par le Commissaire européen à la société numérique avec l'appui de la DG CONNECT.
Cette stratégie pour un marché unique numérique repose sur trois piliers:
- Améliorer l'accès aux biens et services numériques dans toute l’Europe pour les consommateurs et les entreprises
- Mettre en place un environnement propice au développement des réseaux et services numériques
- Maximiser le potentiel de croissance de notre économie numérique européenne.

Pour atteindre ses objectifs, l'Europe est confrontée notamment à trois challenges : la concentration des acteurs, l'évasion fiscale et les inégalités liées au numérique (fracture digitale).